# Seznam dílů seriálu The Missing
Toto je seznam dílů seriálu The Missing. Britský dramatický televizní seriál The Missing měl premiéru na stanici BBC One.

## Přehled řad
| Řada | Díly | Premiéra ve VB | Premiéra ve VB     |
| Řada | Díly | První díl      | Poslední díl       |
| ---- | ---- | -------------- | ------------------ |
| 1    | 8    | 28. října 2014 | 16. prosince 2014  |
| 2    | 8    | 12. října 2016 | 30. listopadu 2016 |

## Seznam dílů

### První řada (2014)
| Č. v seriálu | Č. v řadě | Původní název  | Režie         | Scénář                         | Premiéra ve VB     |
| ------------ | --------- | -------------- | ------------- | ------------------------------ | ------------------ |
| 1            | 1         | Eden           | Tom Shankland | Harry Williams a Jack Williams | 28. října 2014     |
| 2            | 2         | Pray for Me    | Tom Shankland | Harry Williams a Jack Williams | 4. listopadu 2014  |
| 3            | 3         | The Meeting    | Tom Shankland | Harry Williams a Jack Williams | 11. listopadu 2014 |
| 4            | 4         | Gone Fishing   | Tom Shankland | Harry Williams a Jack Williams | 18. listopadu 2014 |
| 5            | 5         | Molly          | Tom Shankland | Harry Williams a Jack Williams | 25. listopadu 2014 |
| 6            | 6         | Concrete       | Tom Shankland | Harry Williams a Jack Williams | 2. prosince 2014   |
| 7            | 7         | Return to Eden | Tom Shankland | Harry Williams a Jack Williams | 9. prosince 2014   |
| 8            | 8         | Till Death     | Tom Shankland | Harry Williams a Jack Williams | 16. prosince 2014  |

### Druhá řada (2016)
| Č. v seriálu | Č. v řadě | Původní název            | Režie      | Scénář                         | Premiéra ve VB     |
| ------------ | --------- | ------------------------ | ---------- | ------------------------------ | ------------------ |
| 9            | 1         | Come Home                | Ben Chanan | Harry Williams a Jack Williams | 12. října 2016     |
| 10           | 2         | The Turtle and the Stick | Ben Chanan | Harry Williams a Jack Williams | 19. října 2016     |
| 11           | 3         | A Prison Without Walls   | Ben Chanan | Harry Williams a Jack Williams | 26. října 2016     |
| 12           | 4         | Statice                  | Ben Chanan | Harry Williams a Jack Williams | 2. listopadu 2016  |
| 13           | 5         | Das Vergessen            | Ben Chanan | Harry Williams a Jack Williams | 9. listopadu 2016  |
| 14           | 6         | Saint John               | Ben Chanan | Harry Williams a Jack Williams | 16. listopadu 2016 |
| 15           | 7         | 1991                     | Ben Chanan | Harry Williams a Jack Williams | 23. listopadu 2016 |
| 16           | 8         | The Mountain             | Ben Chanan | Harry Williams a Jack Williams | 30. listopadu 2016 |